# اینجانب، دانیل بلیک
اینجانب، دانیل بلِیک (انگلیسی: I, Daniel Blake) فیلمی به کارگردانی کن لوچ است که در سال ۲۰۱۶ منتشر شد. این فیلم نخل طلای جشنواره فیلم کن ۲۰۱۶ را از آنِ خود کرد.

## داستان
فیلم داستان یک کارگر است که بعد از یک حمله قلبی، توسط دکترش از کار کردن منع می‌شود و حالا باید از دولت مستمری بیکاری دریافت کند. اما بوروکراسی پیش روی قهرمان فیلم، دریافت این مستمری را تا حد رسیدن به نقطه بی‌بازگشت به تأخیر می‌اندازد. دنیل بلیک همچنین در طی ماه‌های بیکاری و بی‌پولی‌اش با یک مادر جوان که او هم دچار بحران مشابهی است آشنا می‌شود.